# Rio Juruá
Pour les articles homonymes, voir Juruá (homonymie).
Le rio Juruá est un des principaux affluents de l'Amazone. Il rejoint la longue section du fleuve qui porte le nom de rio Solimões ; il coule au Pérou et surtout au Brésil.

## Géographie
La rivière a sa source sur les hauts plateaux d'Ucayali au sud-est de Puerto Portillo au Pérou. Elle coule d'abord en direction du nord-ouest sous le nom de Alto Yurúa. Son cours franchit la frontière entre le Pérou et le Brésil près de l'agglomération de Foz do Breu et conflue avec le rio Breu. Elle prend alors le nom de Juruá et coule dans un premier temps vers le nord dans l'État d'Acre ; elle entre dans l'État d'Amazonas où son cours est parallèle au rio Purus et se dirige vers le nord-est avant de se jeter dans le rio Solimões. Son principal affluent, de beaucoup, est le rio Tarauaca qui double presque son débit. 
Comme le Purus voisin, son cours traverse une jungle en partie submergée, il est lent et extrêmement sinueux, à tel point que sa longueur n'est pas perceptible sur les cartes a grande échelle qui ne peuvent en indiquer les innombrables méandres. Le Juruá et le Purus comptent parmi les rivières les plus sinueuses au monde, et sont pour cette raison les deux plus longs affluents de l'Amazone après l'immense rio Madeira.
Son cours est navigable sur une longueur de 1 823 km. C'est une voie de communication très importante dans l'État de l'Acre. Les principales agglomérations au bord de la rivière se situent toutes dans cet État : la plus importante est Cruzeiro do Sul célèbre pour sa farine de manioc; les autres sont Marechal Thaumaturgo, Porto Walter et Rodrigues Alves.

## Principaux Affluents
- rio Eiru (ou Guabiruparana, 240 km, 4 150 km2, 60 m3/s)
- rio Gregorio (340 km, 13 700 km2)
- rio Liberdade (200 km, 2 780 km2)
- rio Moa (200 km, 7 580 km2, 220 m3/s)
- rio Tarauacá (650 km, bassin 53 900 km2, débit 1 700 m3/s)
- rio Xerua (260 km)

## Hydrométrie - Les débits mensuels à Gavião
Le débit de la rivière a été observé pendant 21 ans (1972-1993) à Gavião, localité de l'État d'Amazonas située à 2188 km en amont de son confluent avec fleuve Amazone. 
Le débit annuel moyen ou module observé à Gavião durant cette période était de 4 765 m3/s pour une aire de drainage de 168 447 km2 qui correspond à 70 % de la totalité du bassin versant, et n'intègre pas la partie la plus humide.
La lame d'eau écoulée dans la partie du bassin considérée atteint ainsi le chiffre de 928 millimètres par an, ce qui peut être considéré comme élevé, mais conforme aux valeurs observées en moyenne au sein du bassin de l'Amazone.
Le rio Juruá est un cours d'eau relativement régulier, avec une période d'étiage de près de cinq mois allant de juillet à novembre et correspondant à la saison sèche de l'hiver austral. Le débit mensuel moyen des mois de la période des basses eaux est plus ou moins huit fois inférieur au débit mensuel moyen de la période de crue (septembre : 1 085 m3/s - avril : 8 465 m3/s). Sur la durée d'observation de 21 ans, le débit mensuel minimum a été de 708 m3/s (septembre), tandis que le débit mensuel maximal se montait à 9 772 m3/s et a été observé en mai. 